# RM-17 (Spanje)

De RM-17

De RM-17 of Enlace A-30 con la RM-16 is een autovía in Murcia en verbindt de A-30 met de RM-16 richting luchthaven Aeropuerto Internacional de la Región de Murcia. De snelweg is 1,6 kilometer lang en werd in 2011 afgewerkt.